# رابيد فيينا
نادي رابيد فيينا الرياضي (بالألمانية: Sportklub Rapid Wien) نادي كرة قدم نمساوي يلعب في دوري الدرجة الممتازة. تم تأسيس النادي في سنة 1899 .